# Otoczenie przedsiębiorstwa
Otoczenie przedsiębiorstwa (ang. business environment), otoczenie organizacji - całokształt zjawisk, procesów i instytucji kształtujących jego stosunki wymienne, możliwości sprzedaży, zakresy działania i perspektywy rozwojowe.
Środowisko przedsiębiorstwa/organizacji dzielimy na:
- środowisko zewnętrzne (ang. external environment), tj. otoczenie to wszystko to, co z zewnątrz organizacji może na nią wpływać. Granica dzieląca organizację od jej otoczenia zewnętrznego nie zawsze jest jasna i wyraźnie określona. Np. akcjonariusze są w pewnym sensie częścią przedsiębiorstwa, ale w innym ujęciu są raczej elementem jego otoczenia. Na otoczenie zewnętrzne składają się dwie warstwy:
  - otoczenie ogólne (dalsze, makrootoczenie) - organizacji obejmuje niezbyt wyraźnie określone wymiary i siły, wśród których działa organizacja i które mogą wywierać wpływ na jej działania. Należy do nich pięć wymiarów: ekonomiczny, techniczny, socjokulturowy, prawno-polityczny, międzynarodowy.
  - otoczenie celowe (bliższe, mikrootoczenie) - składa się z konkretnych organizacji lub grup, które mogą wpływać na przedsiębiorstwo. Obejmuje ono: konkurentów, klientów, dostawców, regulatorów, siłę roboczą, właścicieli, sojuszników strategicznych. Ponieważ wymiary te są związane z konkretnymi organizacjami w środowisku, ich wpływ będzie miał charakter bezpośredni.
  - otoczenie regionalne (mezootoczenie)
- środowisko wewnętrzne (ang. internal environment) - składa się z warunków i sił wewnątrz organizacji. Jego główne składowe obejmują: zarząd, pracowników, kulturę organizacji.